# Хикагэ, Нобутоси
Нобутоси Хикагэ (род. 9 июля 1956, Иватэ) — японский дзюдоист, чемпион и призёр чемпионатов Японии, победитель и призёр международных турниров, двукратный чемпион Азии, двукратный чемпион мира.

## Биография
Выступал в полусредней весовой категории (до 78 кг). В 1981 году на чемпионате Азии в Джакарте стал победителем. На следующий год стал серебряным призёром чемпионата Японии в полусредней весовой категории, и бронзовым — в абсолютной. В 1983 году стал чемпионом Японии и победил на чемпионате мира в Москве. В следующем году Нобутоси победил на чемпионате Азии в Эль-Кувейте, а в 1985 году снова стал чемпионом Японии и победителем чемпионата мира в Сеуле.

## Чемпионаты Японии
- Чемпионат Японии по дзюдо 1982 года —  (до 78 кг);
- Чемпионат Японии по дзюдо 1982 года —  (абсолютная категория);
- Чемпионат Японии по дзюдо 1983 года —  (до 78 кг);
- Чемпионат Японии по дзюдо 1985 года —  (до 78 кг);